# Kanton Auch-Nord-Est
Kanton Auch-Nord-Est (fr. Canton d'Auch-Nord-Est) je francouzský kanton v departementu Gers v regionu Midi-Pyrénées. Skládá se z devíti obcí.

## Obce kantonu
- Auch (severovýchodní část)
- Augnax
- Crastes
- Lahitte
- Leboulin
- Montégut
- Nougaroulet
- Puycasquier
- Tourrenquets